# Waterschap De Niers
Het waterschap De Niers was een waterschap in de Nederlandse provincie Limburg. De naam van het waterschap verwijst naar de rivier de Niers waar het waterschap het beheer over had.

## Geschiedenis
Voor de oprichting van het waterschap veroorzaakte de rivier de Niers overstromingen en richtte schade aan. Om dat voortaan te voorkomen richtte men in 1878 waterschap De Niers op. Dit waterschap had als doel om het onderhoud op zich te nemen van het Nederlandse gedeelte van de rivier.
In 1895 sloot het waterschap met Duitsland een overeenkomst over het verbeteren en het onderhoud van de Beneden-Niers.
In 1971 werd met de oprichting van waterschap Het Maasterras het grondgebied van ongeveer 138.000 hectare van waterschap De Niers overgenomen en werd De Niers in 1972 opgeheven.